# KF Flamurtari Prisztina
KF Flamurtari Prisztina (alb. Klubi Futbollistik Flamurtari Prishtinë, serb. cyr. Фудбалски клуб Фламуртари Приштина) – kosowski klub piłkarski, mający siedzibę w stolicy kraju, mieście Prisztina.

## Historia
Chronologia nazw:
- 1968: KF Flamurtari Prisztina

Klub piłkarski KF Flamurtari został założony miejscowości Prisztina w roku 1968. Zespół występował w niższych ligach mistrzostw Jugosławii. W 1990 po utworzeniu Pierwszej Ligi Kosowa startował w niej. W sezonie 2010/11 zajął przedostatnie 11.miejsce i spadł z Superligi do pierwszej ligi, która potem zmieniła nazwę na Superligę. W 2015 i 2016 zakwalifikował się do meczów play-off o awans do Superligi, ale za każdym razem nie potrafił przejść przez baraże. W sezonie 2016/17 zajął drugie miejsce i powrócił po 6 latach nieobecności do Superligi. W następnych dwóch sezonach zajął dziesiąte i szóste miejsce.

## Barwy klubowe, strój
| Czerwony | Czarny |

Klub ma barwy czerwono-czarne. Zawodnicy domowe spotkania zazwyczaj grają w pasiastych pionowo czerwono-czarnych koszulkach, czarnych spodenkach oraz czarnych getrach.

## Sukcesy

### Trofea międzynarodowe
Nie uczestniczył w rozgrywkach europejskich (stan na 31-05-2019).

### Trofea krajowe
| \| \| Zdobyte trofea w rozgrywkach Kosowa (stan na: 31-05-2019) \| |                                                           |      |                           |
| Rozgrywki                                                          | Osiągnięcie                                               | Razy | Sezon(y)                  |
| Mistrzostwo                                                        | I miejsce                                                 | 0    |                           |
| Mistrzostwo                                                        | II miejsce                                                | 0    |                           |
| Mistrzostwo                                                        | III miejsce                                               | 3    | 2001/02, 2004/05, 2005/06 |
| Puchar                                                             | zdobywca                                                  | 2    | 1992/93, 1995/96          |
| Puchar                                                             | finalista                                                 | 1    | 2006/07                   |
| II liga                                                            | I miejsce                                                 | 0    |                           |
| II liga                                                            | II miejsce                                                | 1    | 2016/17                   |
| II liga                                                            | III miejsce                                               | 1    | 2015/16                   |
| Kosowo                                                             | Zdobyte trofea w rozgrywkach Kosowa (stan na: 31-05-2019) |      |                           |

## Poszczególne sezony

### Rozgrywki krajowe
| \| Kosowo \| Bilans występów klubu w rozgrywkach piłkarskich Kosowa (Stan na 31 maja 2019 r.) \| \| |                                                                                  |        |       |   |   |   |    |    |     |                    |        |        |      |
| Poziom                                                                                              | Rozgrywki                                                                        | Sezony | Mecze | Z | R | P | B+ | B– | Pkt | Lata               | Awanse | Spadki | Naj. |
| I                                                                                                   | Superliga e Kosovës                                                              | 15     |       |   |   |   |    |    |     | 1999-2011, od 2017 | 0      | 1      | 3    |
| II                                                                                                  | Liga e Parë e Kosovës                                                            | 6      |       |   |   |   |    |    |     | 2011-2017          | 1      | 0      | 2    |
| Kosowo                                                                                              | Bilans występów klubu w rozgrywkach piłkarskich Kosowa (Stan na 31 maja 2019 r.) |        |       |   |   |   |    |    |     |                    |        |        |      |

## Piłkarze i trenerzy klubu

### Piłkarze
Stan na 22 grudnia 2019:
| Nr | Poz. | Piłkarz            |
| -- | ---- | ------------------ |
| 1  | BR   | Erind Selimaj      |
| 5  | OB   | Angeł Grynczow     |
| 6  | OB   | Riste Ilijowski    |
| 7  | PO   | Mërgim Boshnjaku   |
| 8  | NA   | Adamou Moussa Issa |
| 10 | PO   | Edon Zeqiri        |
| 10 | PO   | Agron Bruqi        |
| 11 | PO   | Getoar Dragusha    |
| 12 | BR   | Ardit Nika         |
| 13 | NA   | Ilaz Zylfiu        |
| 14 | OB   | Gentrit Dumani     |
| 20 | NA   | Egzon Krasniqi     |
| 21 | PO   | Arbnor Zeqiri      |
| 22 | OB   | Lorik Maxhuni      |
| 23 | OB   | Ben Nash Quansah   |
| 26 | NA   | Florim Berbatovci  |
| 27 | NA   | Shend Kelmendi     |

| Nr | Poz. | Piłkarz            |
| -- | ---- | ------------------ |
|    | NA   | Ardit Shehaj       |
|    | NA   | Festim Krasniqi    |
|    | PO   | Danin Talović      |
|    | PO   | Ernes Isljami      |
|    | NA   | Gentrit Begolli    |
|    | OB   | Endrit Demolli     |
|    | PO   | Ersin Fetahi       |
|    | OB   | Veton Kabashi      |
|    | NA   | Torvioll Stullqaku |
|    | PO   | Adem Maliqi        |
|    | PO   | Granit Ahmeti      |
|    | PO   | Albinot Kozmaqi    |
|    | OB   | Melos Zenunaj      |
|    | PO   | Shqipdon Ademi     |
|    | PO   | Liridon Voca       |
|    | NA   | Nasir Ibrahim      |

## Struktura klubu

### Stadion
Klub rozgrywa swoje mecze domowe na stadionie Flamurtarit w Prisztinie, który może pomieścić 2500 widzów.

### Inne sekcje
Klub prowadzi drużyny dla dzieci i młodzieży w każdym wieku.

## Kibice i rywalizacja z innymi klubami

### Rywalizacja
Największymi rywalami klubu są inne zespoły z okolic.

### Derby
- FC Prishtina
- KF 2 Korriku Prisztina
- KF Ramiz Sadiku Prisztina
- KF Rilindja Prisztina
- KF Kosova Prisztina